# 人民手枪
人民手枪（德语：Volkspistole）是一种二战末期纳粹德国“最后一搏”的手枪。此槍是由大量的冲压件，以及最少的机加件组成。只有少量的试验品在二战末被制造，有着极为特别的闭锁系统，乃是气体延迟反冲式闭锁；这种闭锁方式的方法是發射藥氣體從槍管經一小孔進入有活塞的小口徑長圓筒，延遲槍機的開放。另外，也有一些人民手枪，在其他廠商制造，例如：瓦尔特公司、毛瑟以及古斯塔夫兵工厂。由其他的厂商生產的人民手枪有着不同的设计。